# 800 mètres nage libre masculin aux championnats du monde de natation 2023
Cet article traite de l'épreuve masculine. Pour la compétition féminine, voir 800 mètres nage libre féminin aux championnats du monde de natation 2023.
Le 800 mètres nage libre masculin est une épreuve de natation sportive des championnats du monde de natation 2023. Elle a lieu les 25 et 26 juillet 2023 à Fukuoka au Japon.

## Records
Avant cette compétition, les records dans cette discipline étaient :
| Record du monde       | 7 min 32 s 12 | Zhang Lin | 26 juillet 2009 | Rome, Italie |
| Record du championnat | 7 min 32 s 12 | Zhang Lin | 26 juillet 2009 | Rome, Italie |

## Résultats détaillés
Les 8 meilleurs temps se qualifient pour la finale (Q).

### Séries
| Rang | Série | Ligne | Nageur                       | Pays             | Temps         | Commentaire           |
| ---- | ----- | ----- | ---------------------------- | ---------------- | ------------- | --------------------- |
| 1    | 3     | 5     | Samuel Short                 | Australie        | 7 min 40 s 90 | Q                     |
| 2    | 3     | 1     | Ahmed Hafnaoui               | Tunisie          | 7 min 41 s 97 | Q                     |
| 3    | 3     | 3     | Lukas Märtens                | Allemagne        | 7 min 42 s 04 | Q                     |
| 4    | 4     | 6     | Daniel Wiffen                | Irlande          | 7 min 43 s 81 | Q, Record national    |
| 5    | 4     | 4     | Robert Finke                 | États-Unis       | 7 min 43 s 87 | Q                     |
| 6    | 4     | 5     | Mykhailo Romanchuk           | Ukraine          | 7 min 44 s 07 | Q                     |
| 7    | 4     | 3     | Gregorio Paltrinieri         | Italie           | 7 min 44 s 89 | Q                     |
| 8    | 3     | 2     | Guilherme Costa              | Brésil           | 7 min 45 s 80 | Q                     |
| 9    | 3     | 4     | Florian Wellbrock            | Allemagne        | 7 min 45 s 87 |                       |
| 10   | 3     | 9     | Marwan El-Kamash             | Égypte           | 7 min 46 s 55 | Record national       |
| 11   | 4     | 8     | Luca De Tullio               | Italie           | 7 min 46 s 87 |                       |
| 12   | 4     | 0     | Dávid Betlehem               | Hongrie          | 7 min 47 s 02 |                       |
| 13   | 4     | 7     | Damien Joly                  | France           | 7 min 47 s 44 |                       |
| 14   | 2     | 6     | Kim Woo-min                  | Corée du Sud     | 7 min 47 s 69 | Record national       |
| 15   | 2     | 2     | Kristóf Rasovszky            | Hongrie          | 7 min 47 s 93 |                       |
| 16   | 2     | 7     | Alfonso Enrique Mestre Vivas | Venezuela        | 7 min 48 s 66 | Record national       |
| 17   | 3     | 6     | Elijah Winnington            | Australie        | 7 min 49 s 24 |                       |
| 18   | 3     | 8     | Henrik Christiansen          | Norvège          | 7 min 50 s 46 |                       |
| 19   | 4     | 1     | Ross Dant                    | États-Unis       | 7 min 54 s 23 |                       |
| 20   | 4     | 9     | Pacome Bricout               | France           | 7 min 55 s 20 |                       |
| 21   | 2     | 3     | Dimitrios Markos             | Grèce            | 7 min 55 s 72 |                       |
| 22   | 2     | 4     | Luke Turley                  | Grande-Bretagne  | 7 min 55 s 84 |                       |
| 23   | 3     | 7     | Daniel Jervis                | Grande-Bretagne  | 7 min 55 s 92 |                       |
| 24   | 3     | 0     | Fei Liwei                    | Chine            | 7 min 56 s 69 |                       |
| 25   | 2     | 5     | Carlos Garach Benito         | Espagne          | 7 min 59 s 52 |                       |
| 26   | 2     | 8     | Bar Soloveychik              | Israël           | 7 min 59 s 65 |                       |
| 27   | 2     | 9     | Aryan Nehra                  | Inde             | 8 min 0 s 76  | Record national égalé |
| 28   | 2     | 1     | Eric Brown                   | Canada           | 8 min 1 s 41  |                       |
| 29   | 1     | 5     | Khiew Hoe Yean               | Malaisie         | 8 min 5 s 11  | Record national       |
| 30   | 2     | 0     | Zac Reid                     | Nouvelle-Zélande | 8 min 6 s 94  |                       |
| 31   | 1     | 4     | Righardt Muller              | Afrique du Sud   | 8 min 7 s 08  |                       |
| 32   | 1     | 3     | Mai Trần Tuấn Anh            | Viêt Nam         | 8 min 8 s 56  |                       |
| 33   | 1     | 6     | Glen Lim Jun Wei             | Singapour        | 8 min 9 s 90  |                       |
| 34   | 1     | 2     | Ratthawit Thammananthachote  | Thaïlande        | 8 min 14 s 87 |                       |
| 35   | 1     | 7     | Eduardo Cisternas            | Chili            | 8 min 18 s 06 |                       |
| 36   | 1     | 1     | Rodolfo Falcón Jr            | Cuba             | 8 min 20 s 35 |                       |
| 37   | 1     | 0     | Líggjas Joensen              | Îles Féroé       | 8 min 41 s 85 |                       |
| 38   | 1     | 8     | Jose Manuel Campo Hernandez  | Salvador         | 8 min 57 s 60 |                       |
| -    | 4     | 2     | Felix Auböck                 | Autriche         | Forfait       | Forfait               |

### Finale
| Rang               | Ligne | Nageur               | Pays       | Temps         | Commentaire          |
| ------------------ | ----- | -------------------- | ---------- | ------------- | -------------------- |
| Médaille d'or      | 5     | Ahmed Hafnaoui       | Tunisie    | 7 min 37 s 00 |                      |
| Médaille d'argent  | 4     | Samuel Short         | Australie  | 7 min 37 s 76 | Record d'Océanie     |
| Médaille de bronze | 2     | Robert Finke         | États-Unis | 7 min 38 s 67 | Record des Amériques |
| 4                  | 6     | Daniel Wiffen        | Irlande    | 7 min 39 s 19 | Record d'Europe      |
| 5                  | 3     | Lukas Märtens        | Allemagne  | 7 min 39 s 48 | Record national      |
| 6                  | 7     | Mykhailo Romanchuk   | Ukraine    | 7 min 43 s 08 |                      |
| 7                  | 8     | Guilherme Costa      | Brésil     | 7 min 47 s 26 |                      |
| 8                  | 1     | Gregorio Paltrinieri | Italie     | 7 min 53 s 68 |                      |